# Ponte Alta do Norte
Ponte Alta do Norte – miasto i gmina w Brazylii, w stanie Santa Catarina. Znajduje się w mezoregionie Serrana i mikroregionie Curitibanos.